# Abbie Cornish
Abbie Cornish (Lochinvar, Nova Gal·les del Sud, Austràlia, 7 d'agost de 1982) és una actriu australiana.
Comença la seva carrera a la televisió australiana, al final dels anys 1990. Es va donar a conèixer, al cinema, pels llargmetratges Somersault (2004) i Candy (2006), en interpretacions que van ser saludades per la crítica.
Segueix i confirma amb Elizabeth: L'Edat d'or (2007), Un bon any (2006), Stop-Loss (2008) i Bright Star (2009). Als anys 2010, s'aventura en produccions d'envergadura com Sucker Punch (2011), Seven psychopaths (2012), RoboCop (2014), Premonicions (2015) i Geostorm (2017).

## Biografia

### Infantesa i formació
Abbie Cornish és la petita d'una família de cinc fills. La seva mare és fotògrafa aficionada i el seu pare té una empresa especialitzada en el reciclatge de paper. Una de les seves germanes, Isabelle Cornish és també actriu. Va créixer en una granja abans de traslladar-se a Newcastle (Austràlia). Demostra ràpidament un interès per al cinema independent i els films estrangers.
Vegetariana des dels tretze anys (l'any que comença a treballar de model), ha estat elegida l'any 2008 « la vegetariana australiana més sexy ». Els seus pares es divorcien quan té setze anys. S'implica amb el grup de hip-hop australià Blades Of Hades, del qual parla a l'emissió Jimmy Kimmel Live!, el gener del 2010. La seva família viu actualment a Hunter Valley. Sap tocar el piano i la guitarra.

### Carrera

#### Els anys 2000: començaments i revelació crítica

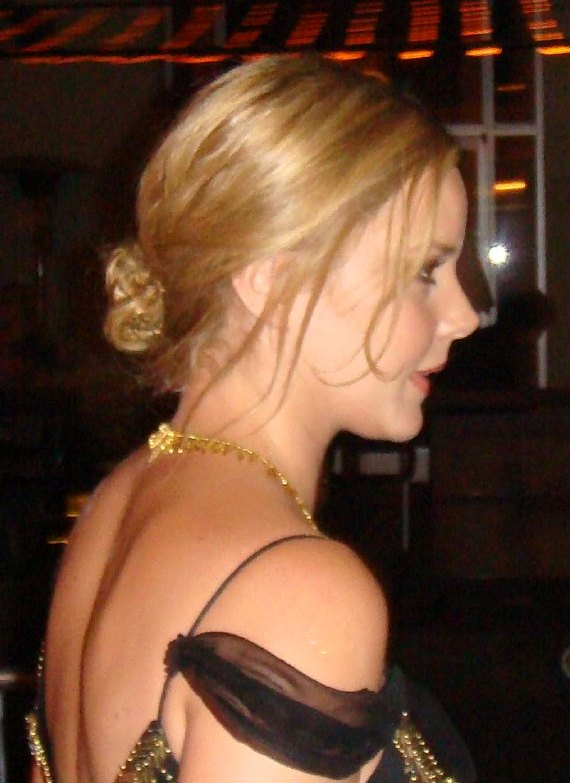
L'any 2007.

Comença la seva carrera al cinema l'any 2000 a Cercle intime de Samantha Lang, després haver actuat en algunes sèries de televisió australianes, al final dels anys 1990. Entre els quals un paper de convidada, en nou episodis de la sèrie Wildside, que li val el seu primer premi Australian Film Institute (institut del film australià).
L'any 2004, es dona a conèixer gràcies al seu primer paper principal al drama El Salt perillós per al qual ha rebut diversos preus, com el premi a la millor actriu per l'Australian Film Institute.
Dos anys més tard, l'any 2006, segueix aquesta feina amb el drama romàntic Candy, en el qual comparteix protagonisme amb Heath Ledger i Geoffrey Rush, que li suposa una nova onada de nominacions així com el Film Critics Circle of Australia a la millor actriu. El mateix any, secunda Russell Crowe al drama Un bon any, tèbiament acollit per la crítica però que troba el seu públic.
L'any 2007, participa en el drama biogràfic Elizabeth: L'Edat d'or, portada per l'actriu oscaritzada Cate Blanchett. L'any següent, secunda la distribució masculina portada per Ryan Phillippe, Joseph Gordon-Levitt i Channing Tatum al drama de guerra Stop-Loss, que malgrat el suport de la critica resulta ser un dur fracàs a la taquilla.
L'any 2009, actua al film romàntic Bright Star de Jane Campion al costat de Ben Whishaw, que encarna el poeta anglès John Keats. Nou èxit, l'actriu obté el premi Women Film Critics Circle a la millor actriu així com una onada de nominacions.

#### Els anys 2010: Alternança, blockbusters i cinema independent

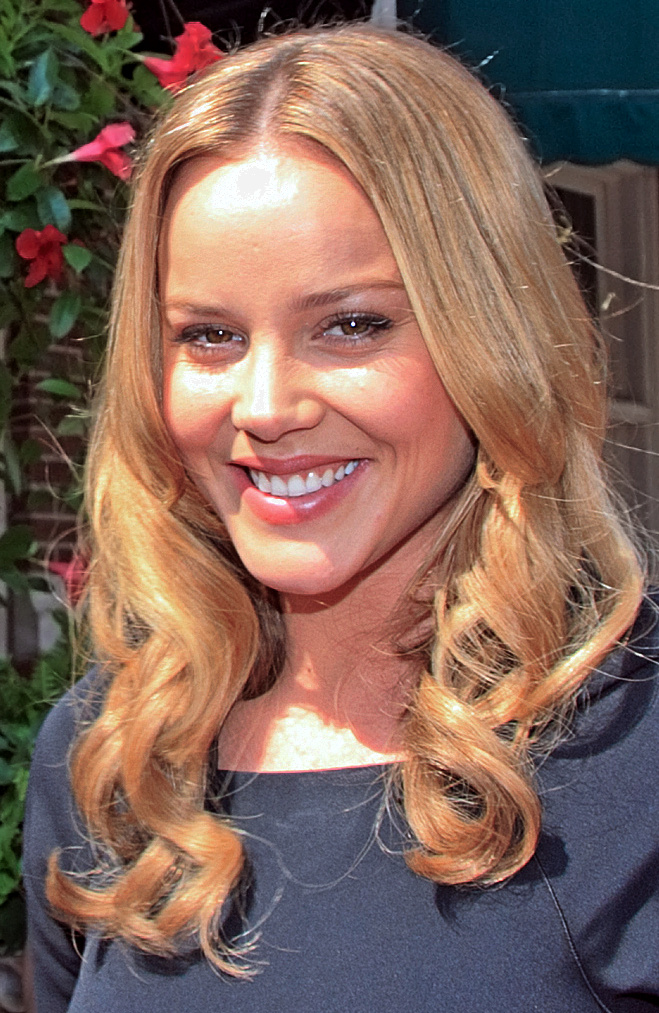
Abbie Cornish, en el Festival internacional de cinema de Toronto 2011.

Segueix el film d'animació Legend of the Guardians: The Owls of Ga'Hoole, al qual posa la seva veu així com el drama romàntic W.E., dirigit per Madonna, que divideix totalment la crítica.
L'any 2011 és al cartell de produccions més exposades. En principi el film fantàstic d'acció Sucker Punch, dirigit per Zack Snyder (amb el qual hi havia ja treballat l'any precedent a Legend of the Guardians: The Owls of Ga'Hoole) així com Limitless, thriller de Neil Burger, amb Bradley Cooper i Robert De Niro. El primer, que ocupa un dels papers principals, envoltat d'un repartiment principal femení (Emily Browning, Jamie Chung, Vanessa Hudgens i Jena Malone), és una decepció al box office perquè no surt rendible i divideix la crítica. El segon és un franc èxit a la taquilla i rep una acollida critica molt més favorable.

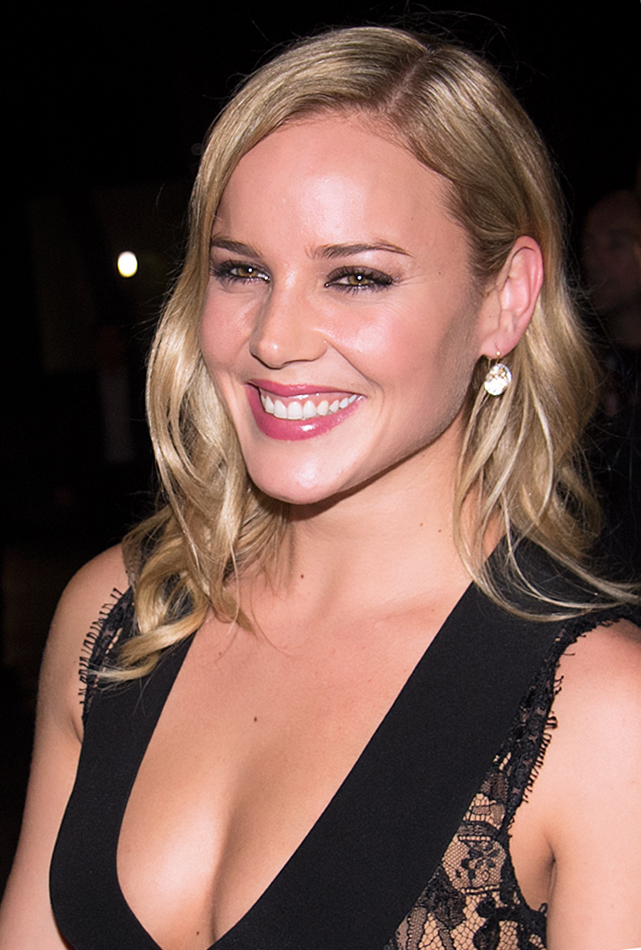
Abbie Cornish al Festival internacional de cinema de Toronto 2012.

L'any 2012 torna al cinema independent amb el thriller fantàstic L'exiliat, ben acollit, tot ajuntant-se a l'important repartiment de la comèdia, Seven Psychopaths. Després d'una breu pausa d'un any, torna, l'any 2014, a papers principals. En principi a la televisió amb la minisèrie Klondike, que segueix sis estrangers que porten un combat col·lectiu per a la subsistència i la fortuna a una petita ciutat. A continuació, és el primer paper femení del film d'acció RoboCop, un nova versió del film homònim de Paul Verhoeven, estrenat l'any 1987.

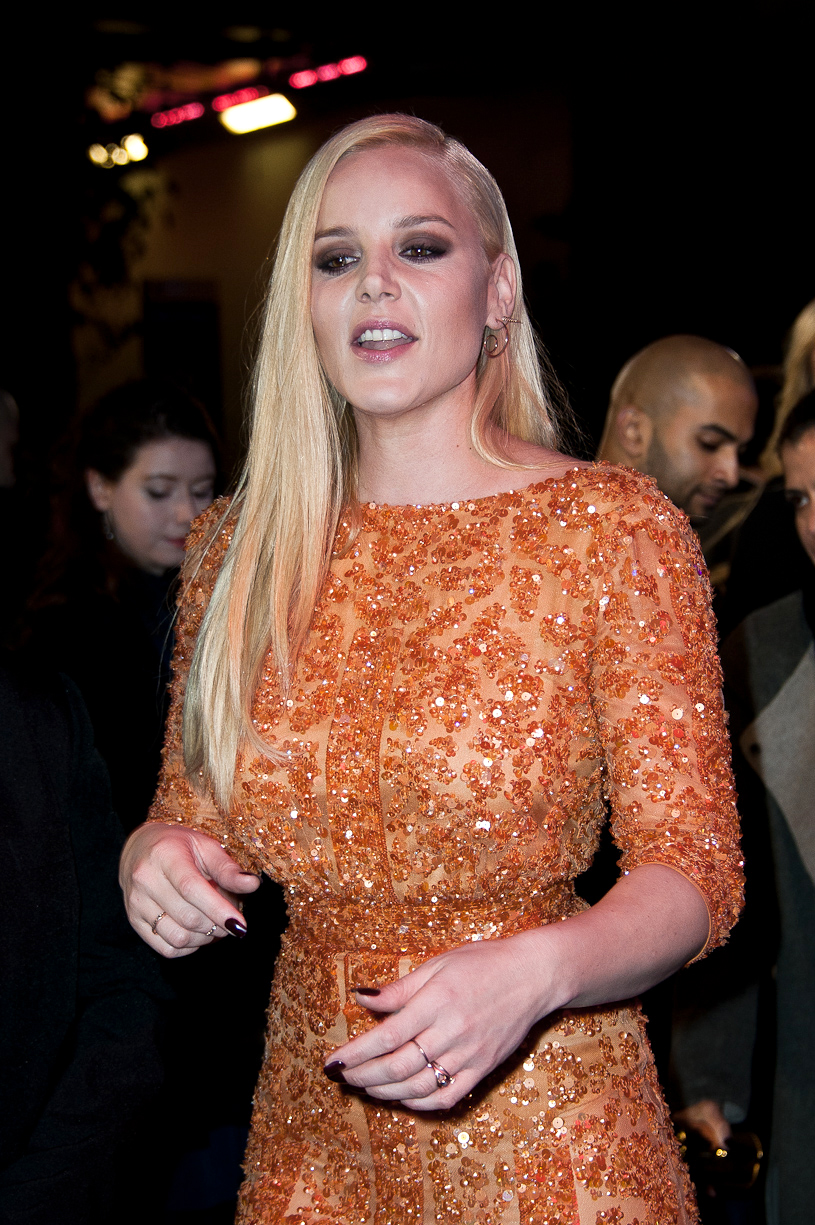
En la preestrena londinenca del film RoboCop (2014).

L'any 2015 segueix Afonso Poyart al thriller policíac Premonicions amb Anthony Hopkins, Jeffrey Dean Morgan i Colin Farrell. El film decep la crítica i no es beneficia d'una important comercialització. L'any 2016, torna al drama independent amb Lavender, que passa desapercebut. És al cartell de quatre llargmetratges, l'any 2017: en principi el drama independent The Girl Who Invented Kissing on secunda Suki Waterhouse, a continuació el film britànic d'acció 6 Days amb els actors anglesos Jamie Bell i Mark Strong així com la superproducció de ciència-ficció apocalíptic Geostorm, estrenat a finals d'any, o ha de fer front als detonants, múltiples, de catàstrofes naturals ajudada de Gerard Butler.
Finalment un retorn crític amb la comèdia dramàtica policíaca, Tres Billboards, on ocupa un segon paper al costat de Frances McDormand, Sam Rockwell i Woody Harrelson. Presentada a la Mostra de Venècia 2017, aquesta comèdia assoleix el Premi Osella pel millor guió així com el premi del públic en el Festival internacional de cinema de Toronto 2017.

### Vida privada
Va estar en parella amb l'actor Ryan Phillippe que va conèixer en el rodatge de Stop-Loss però va posar fi a la seva relació el febrer de 2010.

## Filmografia

### Cinema

#### Llargmetratges
- 2000: The Monkey's Mask de Samantha Lang: Mickey Norris
- 2003: Horseplay de Stavros Kazantzidis: Becky Wodinski
- 2004: One Perfect Day de Paul Currie: Emma Matisse
- 2004: Somersault de Cate Shortland: Heidi
- 2006: Candy de Neil Armfield: Candy
- 2006: Un bon any (A Good Year) de Ridley Scott: Christie Roberts
- 2007: Elizabeth: The Golden Age de Shekhar Kapur: Bess Throckmorton
- 2008: Stop-Loss de Kimberly Peirce: Michelle
- 2009: Bright Star de Jane Campion: Fanny Brawne
- 2010: Legend of the Guardians: The Owls of Ga'Hoole de Zack Snyder: Otulissa (veu)
- 2011: W.E. de Madonna: Wallie Winthrop
- 2011: Limitless de Neil Burger: Lindy
- 2011: Sucker Punch de Zack Snyder: Sweet Pea
- 2012: The Girl de David Riker: Ashley
- 2012: Seven Psychopaths de Martin McDonagh: Kaya
- 2014: RoboCop de José Padilha: Clara Murphy, la dona de Alex
- 2015: Solace de Afonso Poyart: l'agent Katherine Cowles
- 2016: Lavender d'Ed Gass-Donnelly: Jane
- 2016: The Girl Who Invented Kissing de Tom Sierchio: Patti
- 2017: Where Hands Touch de Amma Asante
- 2017: Geostorm de Dean Devlin: Sarah
- 2017: 6 Days de Toa Fraser: Kate Adie
- 2017: Three Billboards Outside Ebbing, Missouri de Martin McDonagh: Anne

#### Curts
- 2004: Everything Goes de Andrew Kotatko: Brianie
- 2014: The Merge with Abbie Cornish d'Ian Pfaff
- 2015: Octopus de Dan Beers: Marcy (voix)
- 2016: Rule #61 de Julie Richardson: Blonde

### Televisió

#### Sèries de televisió
- 1997-1999: Wildside: Simone Summers (9 episodis)
- 2000: Water Rats: Marie Marchand (1 episodi)
- 2001: Outriders: Reggie McDowell (26 episodis)
- 2001: Life Support: Penne (10 episodis)
- 2003: White Collar Blue: Antonia McAlister (1 episodi)
- 2009: Robot Chicken: Infermera / Wife (veu) (1 episodi)
- 2014: Klondike (minisèrie): Belinda Mulrooney (6 episodis)
- 2017: Jack Ryan: Cathy Mueller (1 episodi)

#### Telefilms
- 1999: Close Contact de Scott Hartford-Davis: Sara Boyack
- 2003: Marking Time de Cherie Nowlan: Tracey

## Premis i nominacions

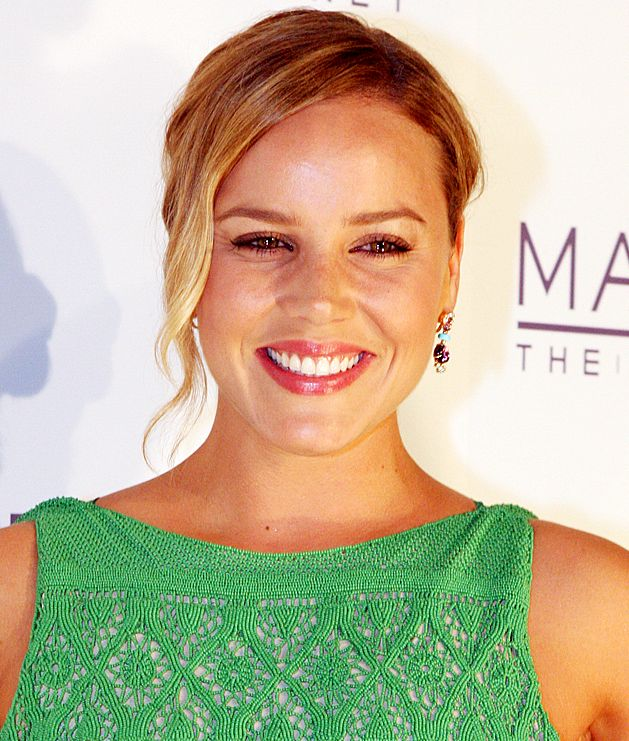
L 2012.

Premis i nominacions:.

### Premis
- Australian Film Institute 1999: Millor jove actriu en una sèrie de televisió per Wildside
- Australian Film Institute 2004: Millor actriu per Somersault
- Film Critics Circle of Australia 2004: Millor actriu per Somersault
- Inside Film Awards 2004: Millor actriu per Somersault
- Miami Film Festival 2005: Millor actriu en un film dramàtic per Somersault
- Film Critics Circle of Australia 2006: Millor actriu per Candy
- Women Film Critics Circle 2009: Millor actriu per Bright Star
- CinEuphoria Awards 2011: Millor actriu per Bright Star
- Boston Society of Film Critics 2012: Millor repartiment per 7 psychopathes

### Nominacions
- Australian Film Institute 2004: Millor actriu secundària o convidada per Marking Time
- Alliance of Women Film Journalists 2006: 
  - Millor interpretació per une jove actriu per Candy
  - Millor interpretació per une jove actriu per Somersault
- Australian Film Institute 2006: Millor actriu per Candy
- Inside Film Awards 2006: Millor actriu per Candy
- Alliance of Women Film Journalists 2009: Millor representació de la nuesa, la sexualitat o la seducció per Bright Star, nominació compartida amb Ben Whishaw
- 12a cerimònia dels premis British Independent Film 2009: Millor actriu en un drama biogràfic per Bright Star (2009).
- 22a cerimònia dles premis Chicago Film Critics Association 2009: Millor actriu dans un drama biogràfic per Bright Star (2009).
- 3a cerimònia dels premis Houston Film Critics Society 2009: Millor actriu en un drama biogràfic per a Bright Star (2009).
- 14a cerimònia dels premis San Diego Film Critics Society 2009: Millor actriu en un drama biogràfic per a Bright Star (2009).
- 14a cerimònia dels premis Satellite 2009: Millor actriu en un drama biogràfic per a Bright Star (2009).
- Village Voice Film Poll 2009: Millor actriu per a Bright Star
- 52a cerimònia dels premis Australian Film Institute 2010: Millor actriu en un drama biogràfic per a Bright Star (2009).